# Médiathèque François-Mitterrand - Les Capucins
La médiathèque François-Mitterrand - Les Capucins est située à Brest dans le département du Finistère, en région Bretagne. Il s'agit du plus grand équipement de ce type dans le Grand Ouest français. Elle appartient au réseau des médiathèques de Brest, qui comprend 8 établissements, et au Réseau Pass Média avec les communes de Gouesnou, Guilers, Guipavas, Le Relecq-Kerhuon, Plouzané et les bibliothèques spécialisées du musée des Beaux-Arts, du Conservatoire et de l'Ecole Européenne Supérieure d'Art de Bretagne.

## Localisation
La médiathèque est située dans les Ateliers du Plateau des Capucins, bâtiment du XIXe siècle qui abritait les ateliers de mécanique de la marine nationale dans le quartier des Capucins. Les ateliers et le quartier eux-mêmes tirent leur nom d'un couvent de moines capucins. Ce bâtiment se trouve sur la rive droite, côté Recouvrance, face au centre-ville de Brest, sur un plateau en surplomb de la Penfeld.
Elle est desservie par le téléphérique, dont la station est implantée dans le même bâtiment, mais aussi par le tramway et le bus.

## Historique
La médiathèque est intégrée au projet global de développement du quartier des Capucins et de réhabilitation des bâtiments de l'atelier de mécanique de la Marine Nationale.
Le projet a débuté en 2010 et les travaux de la médiathèque ont commencé en 2014 sous la maîtrise d'œuvre de l'atelier d'architecture Canal (tandis que la maîtrise d'œuvre globale est confiée à l'architecte et urbaniste Bruno Fortier).

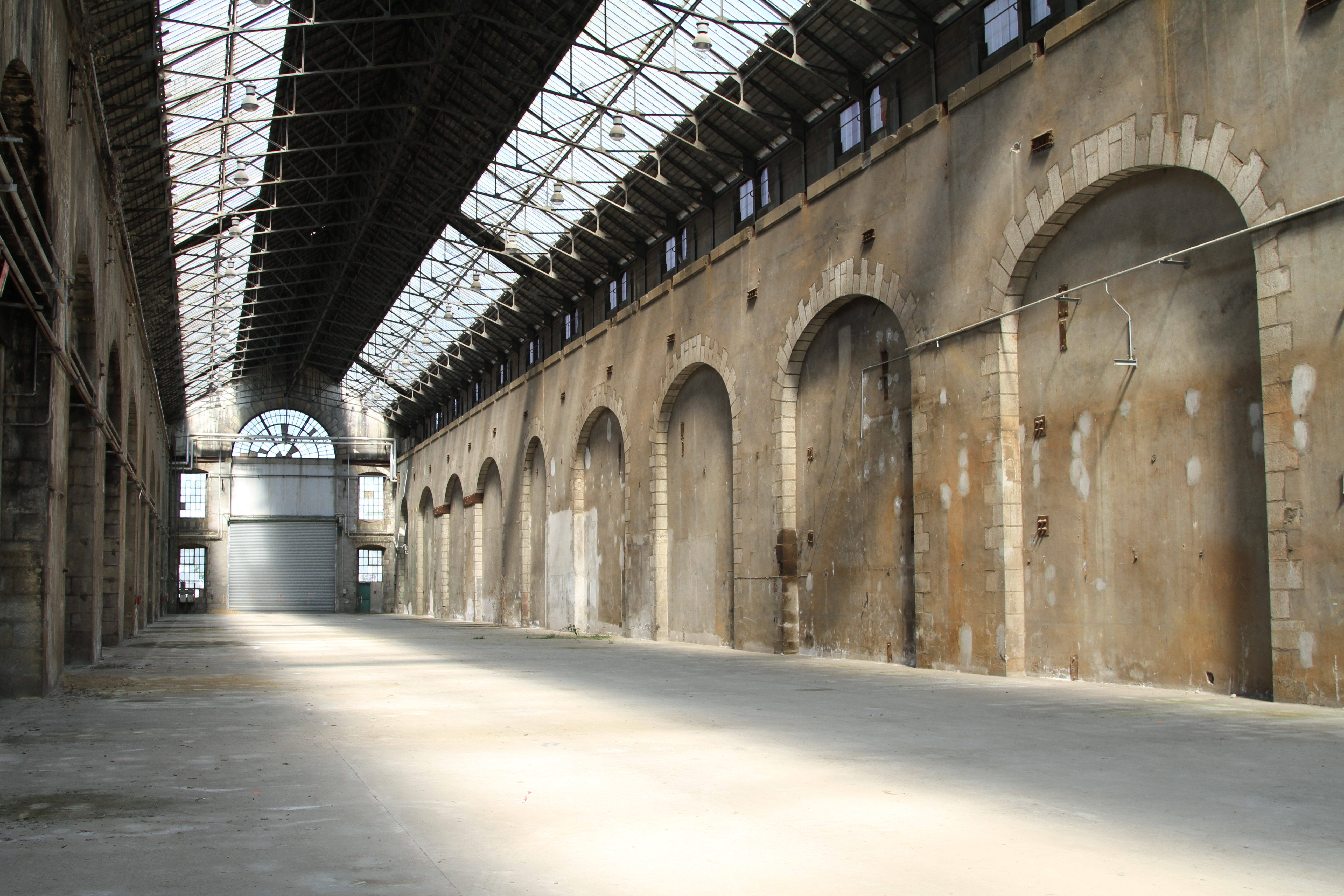
L'intérieur avant travaux.
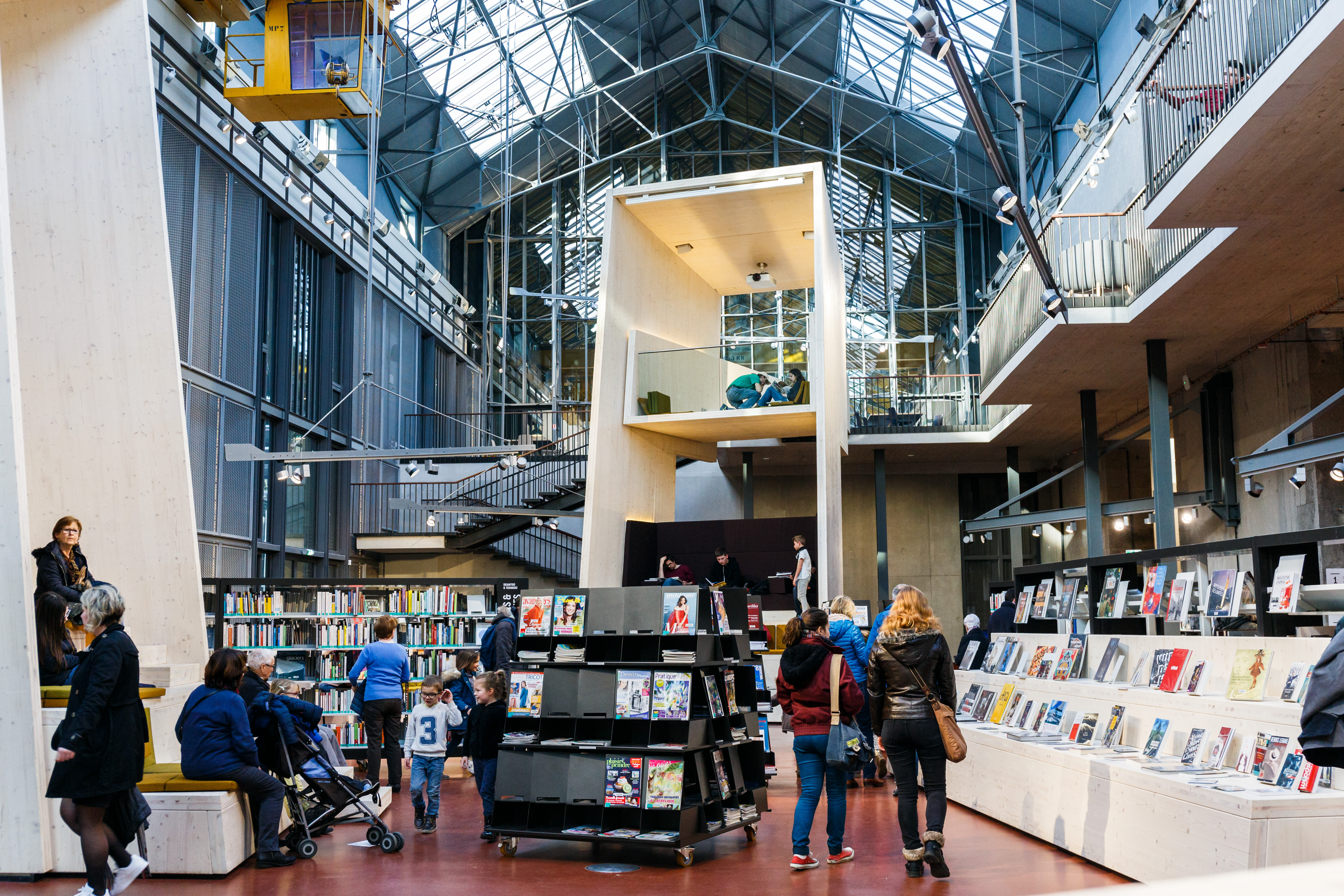
L'intérieur après travaux.
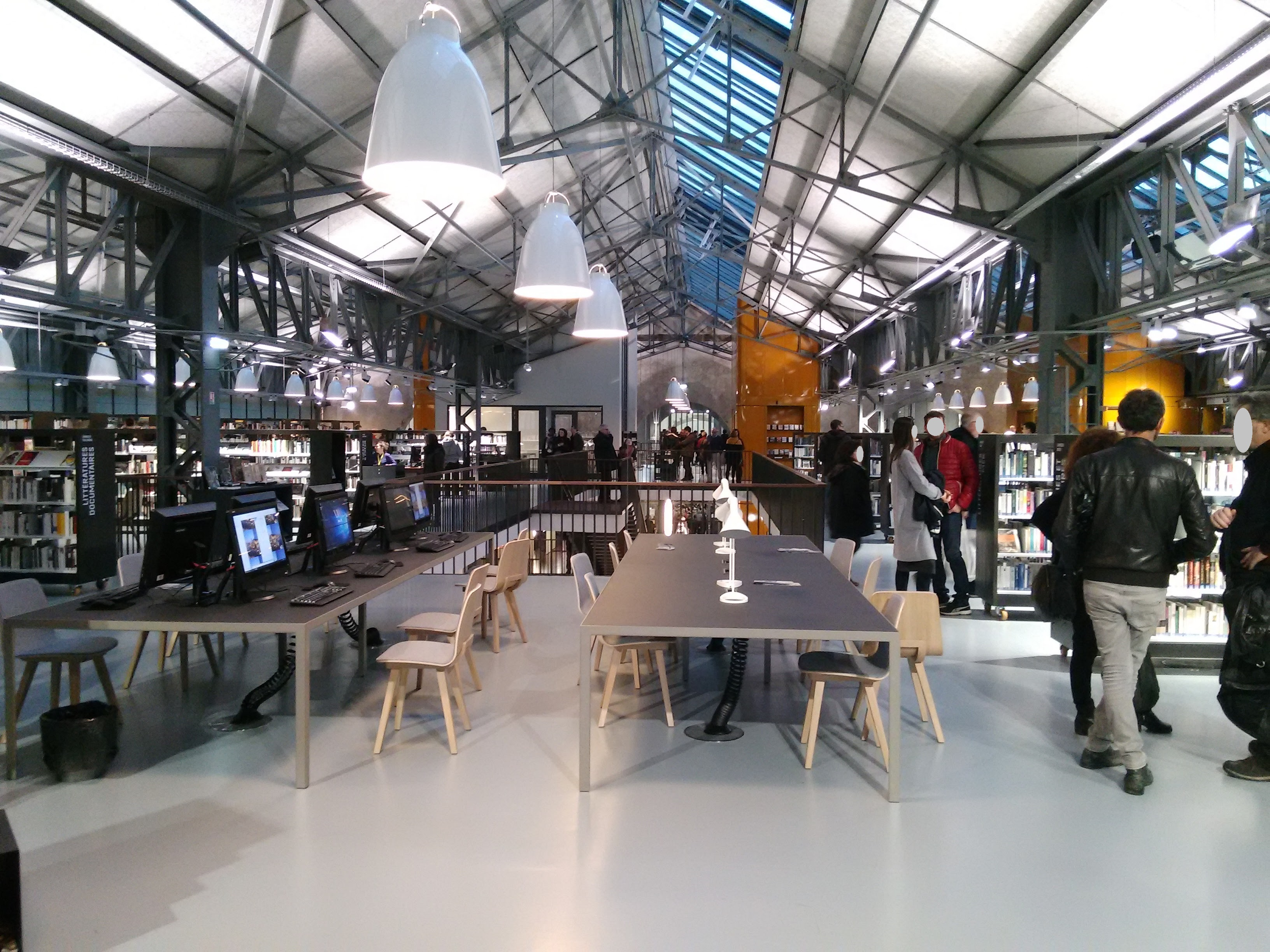
Premier étage côté est.

La médiathèque a été inaugurée les 7 et 8 janvier 2017 et ouverte au public le 10 janvier 2017. Le président de la République française, François Hollande, s'y est rendu le 16 février de la même année, avec la ministre de la Culture Audrey Azoulay, pour inaugurer la plaque qui lui donne officiellement sa dénomination. Cette dernière rend hommage à François Mitterrand, ancien président de la République française.

Inauguration de la médiathèque
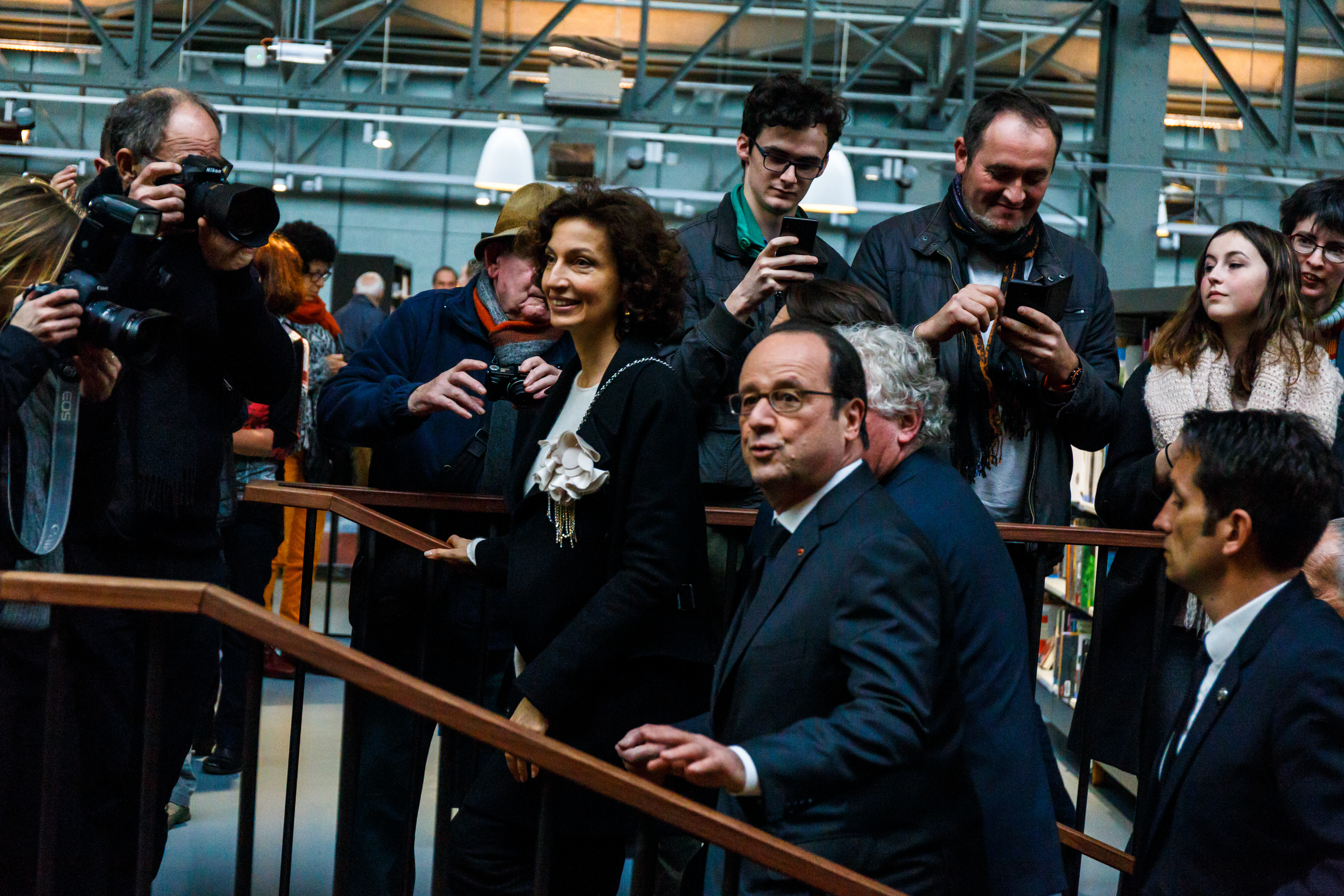
Montée du président de la République au 1er étage
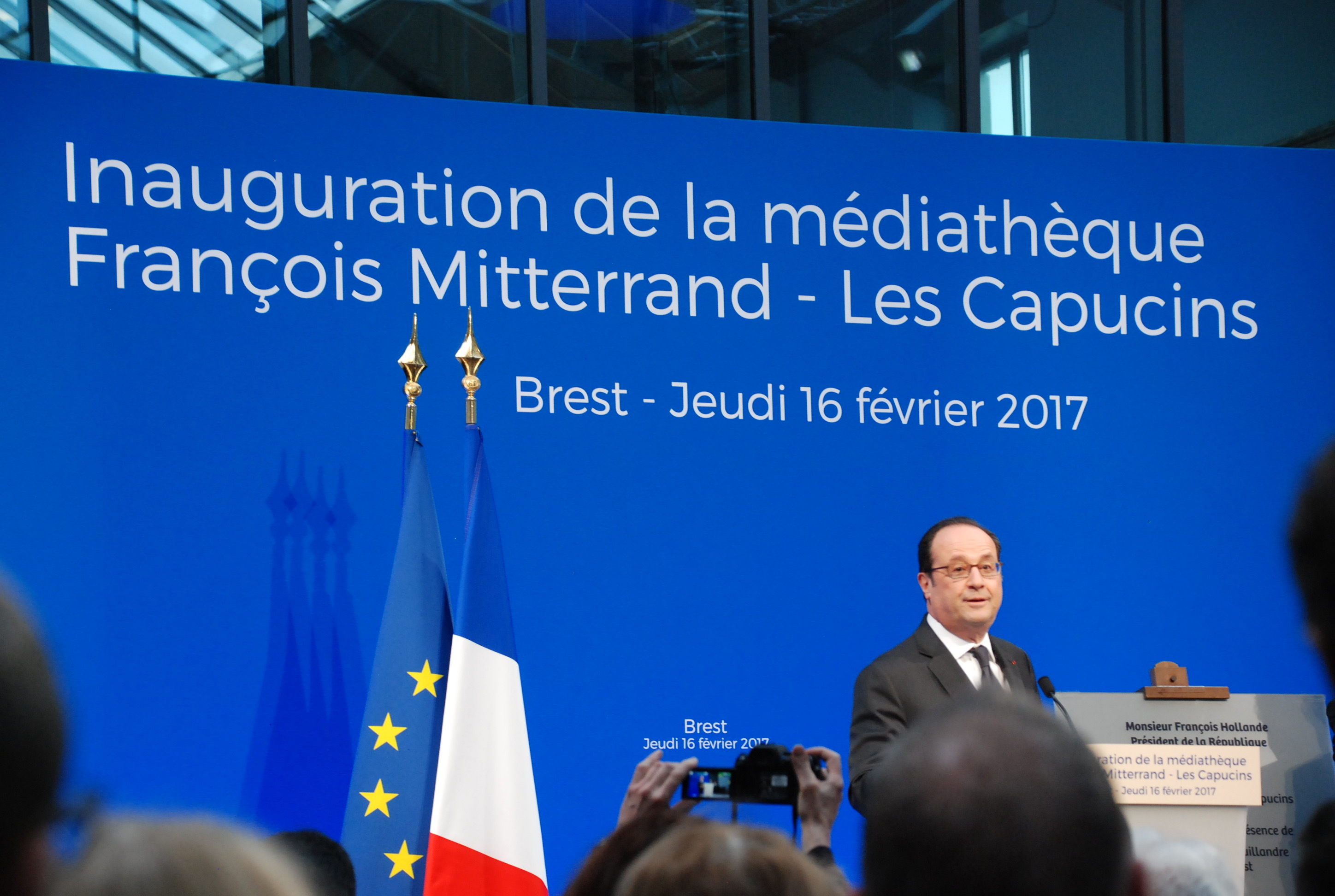
François Hollande
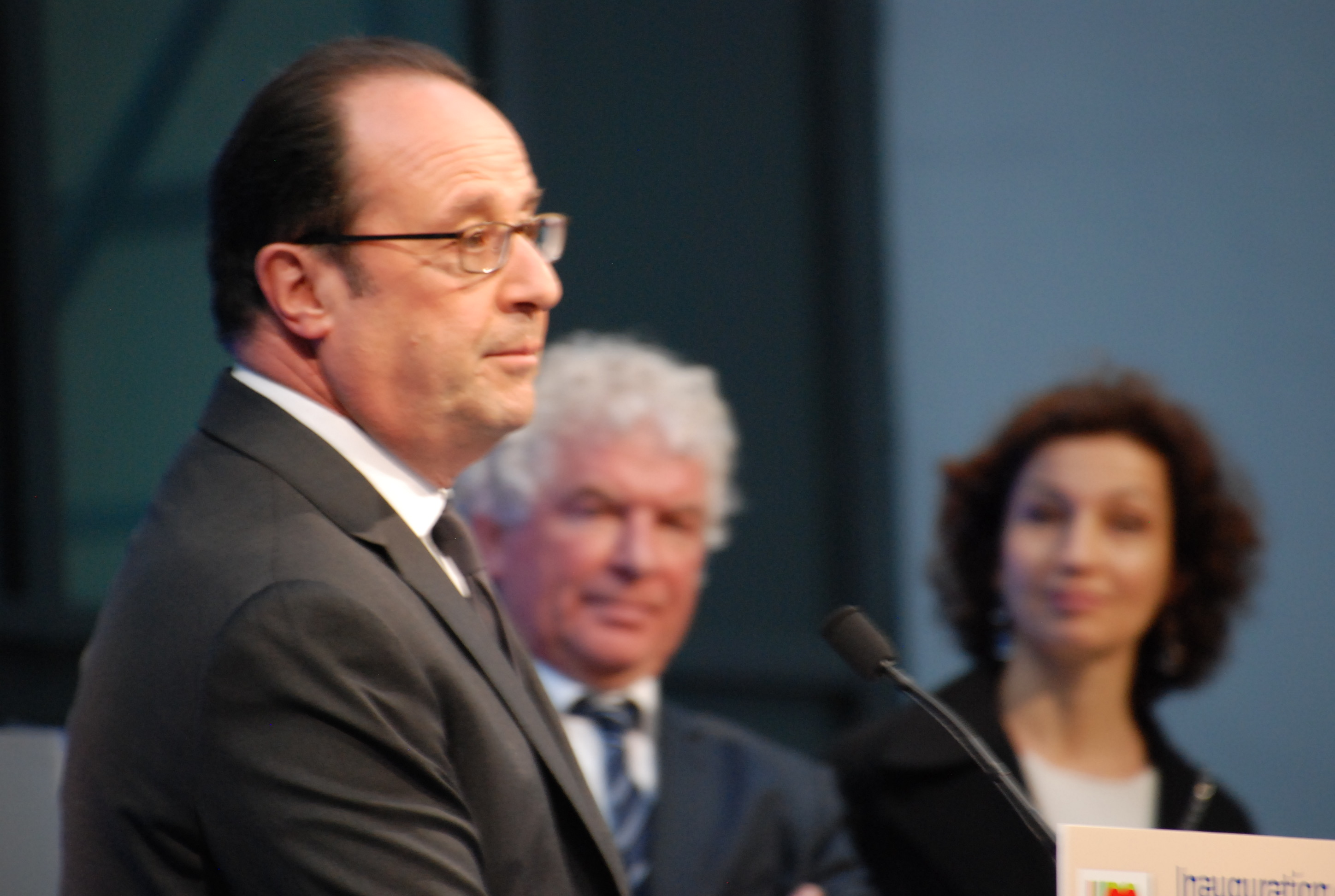
François Hollande, F. Cuillandre et A. Azoulay

La médiathèque François-Mitterrand - Les Capucins a reçu le prix 2017 de l'espace intérieur de Livres Hebdo « pour la très belle réhabilitation du bâtiment industriel dans lequel elle a ouvert en janvier 2017, qui a réussi à préserver l’identité du lieu tout en se mettant au service d’un programme moderne de lecture publique. ».

## Architecture
La médiathèque dispose de 9 700 m2 (en surface hors œuvre nette) et de 900 places assises. Elle comprend trois niveaux. Elle compte aussi en son sein une salle d'exposition de 175 m2, un auditorium de 195 places au rez-de-chaussée ainsi qu'un café et une terrasse au 1er étage.
Des machines autrefois situées dans les ateliers de mécanique ont été intégrées dans l'espace de la médiathèque : un four Jaube de l'atelier de chaudronnerie au rez-de-chaussée près de l'espace jeux et un pont roulant dans le hall d'entrée. L'espace, ouvert, sans portes ni cloisons, bénéficie de la lumière naturelle grâce à des verrières sur le toit.

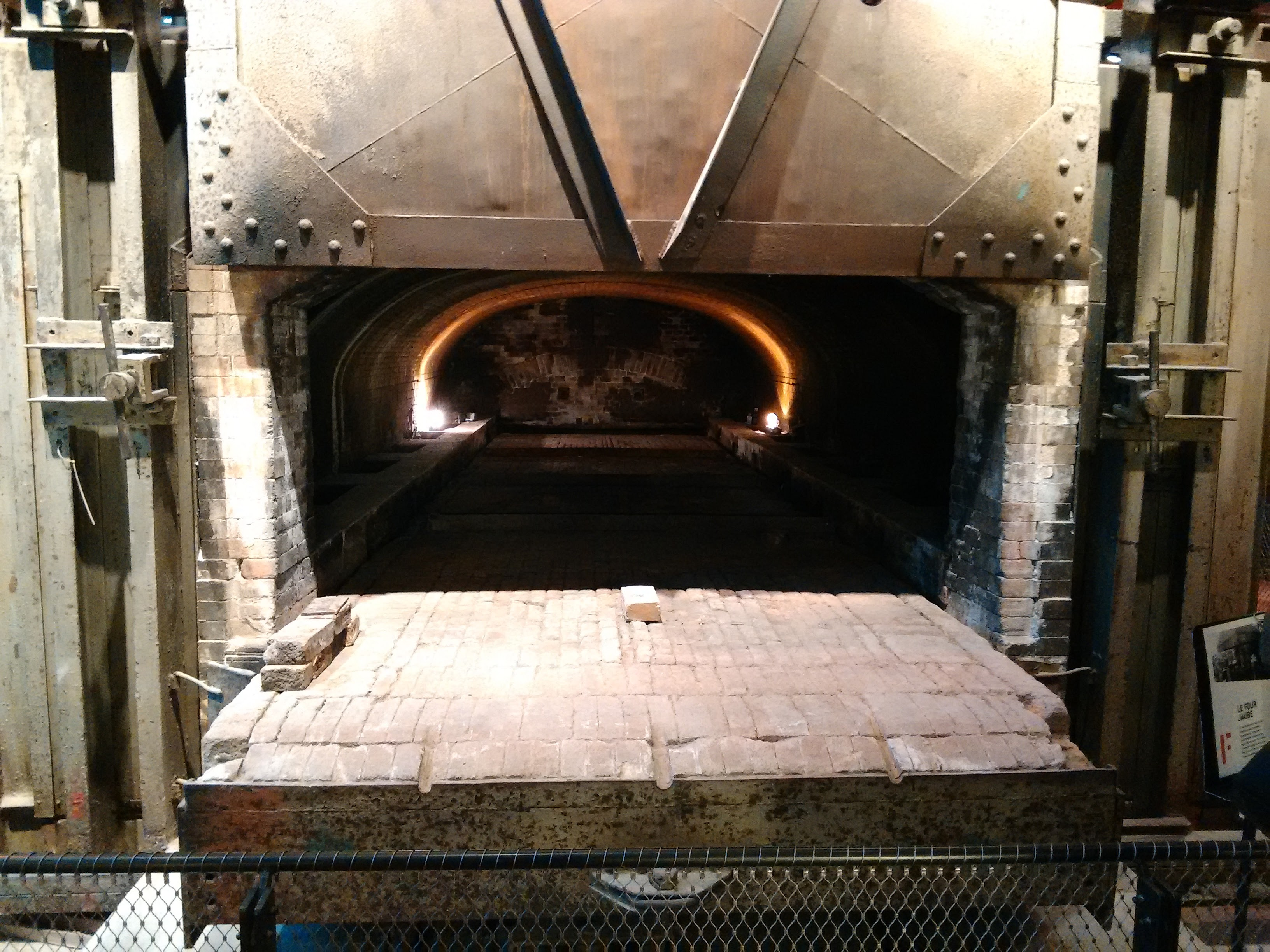
Four Jaube (porte)
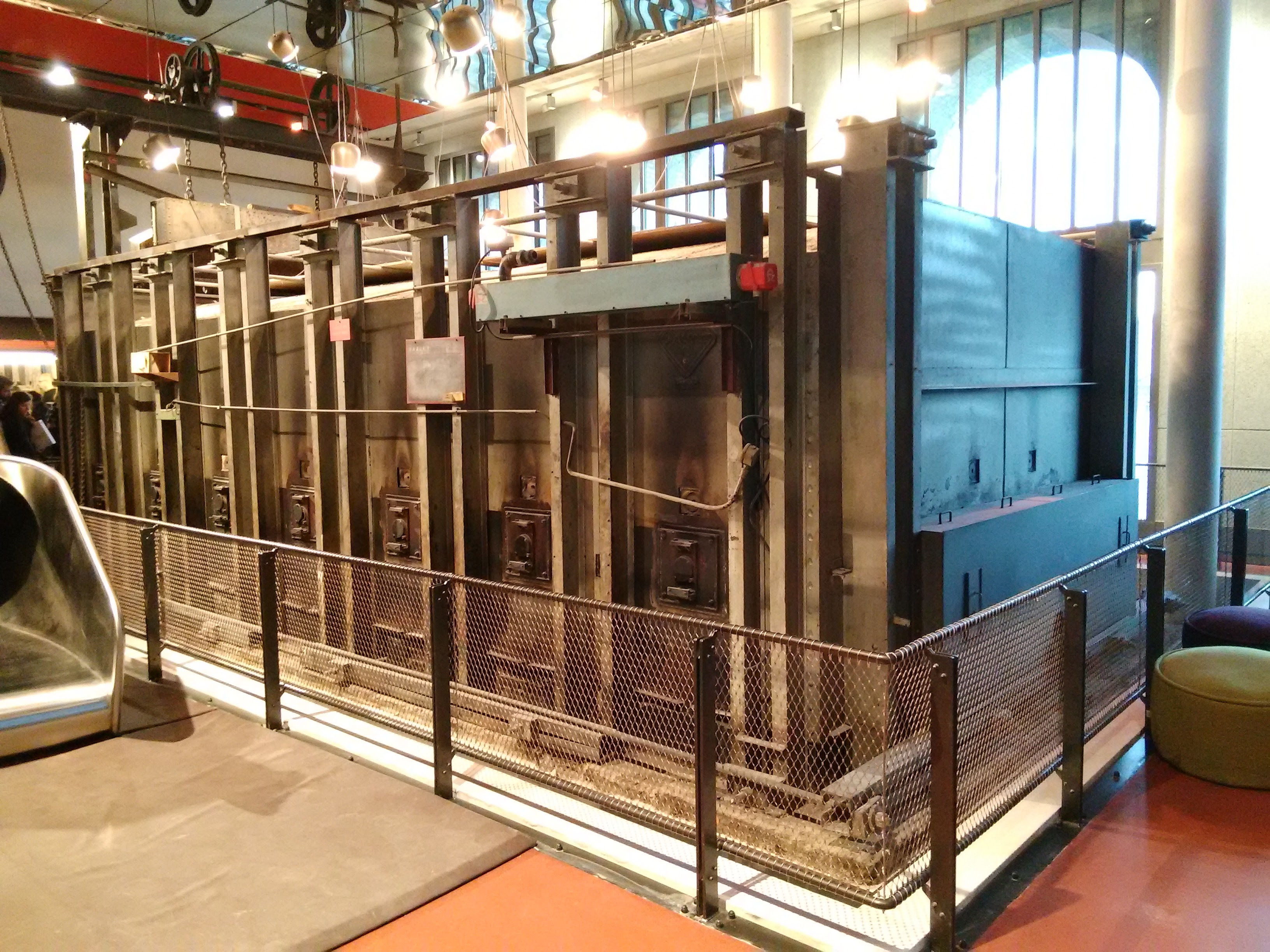
Four Jaube (arrière)
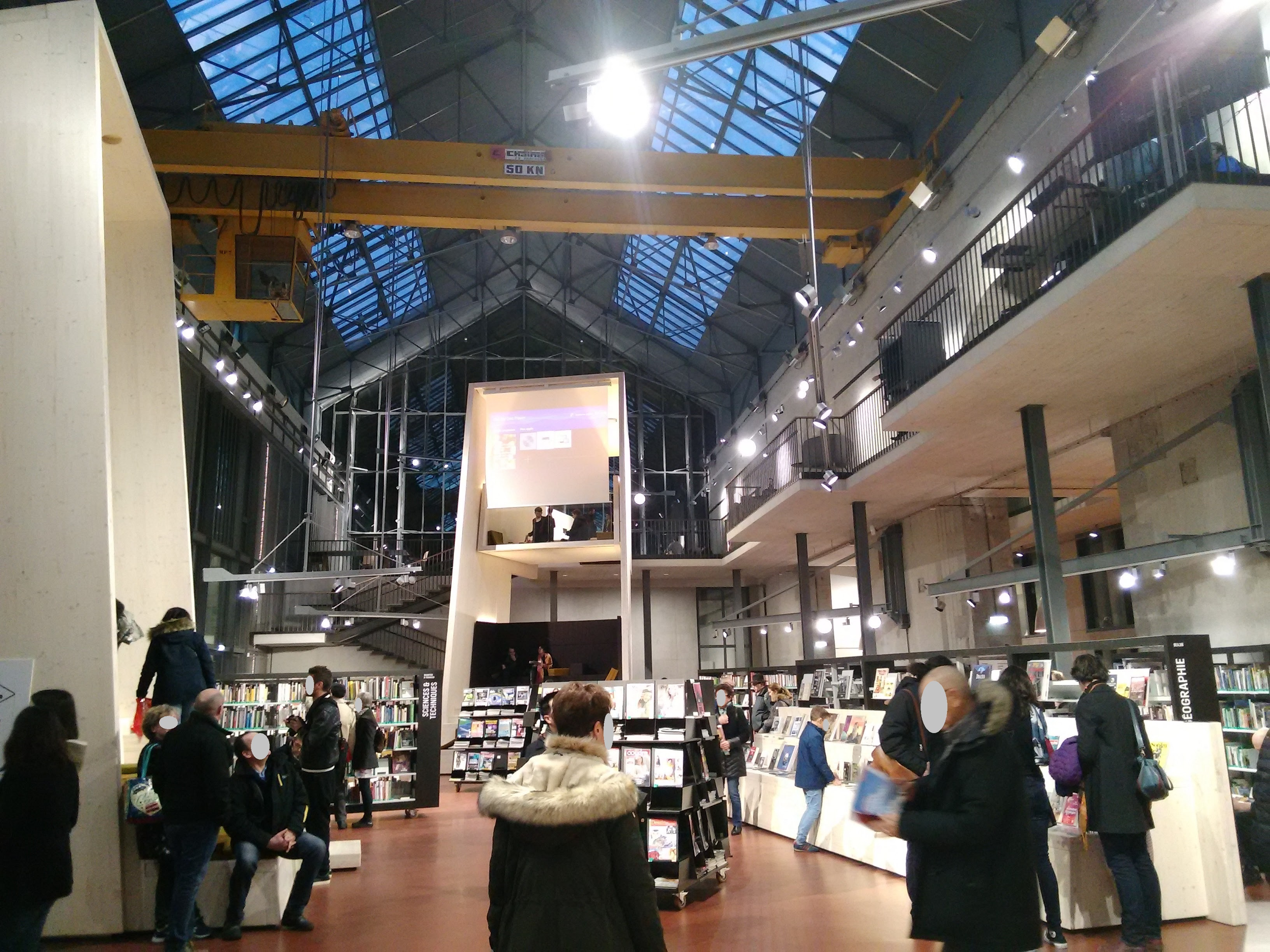
Hall (avec pont roulant)
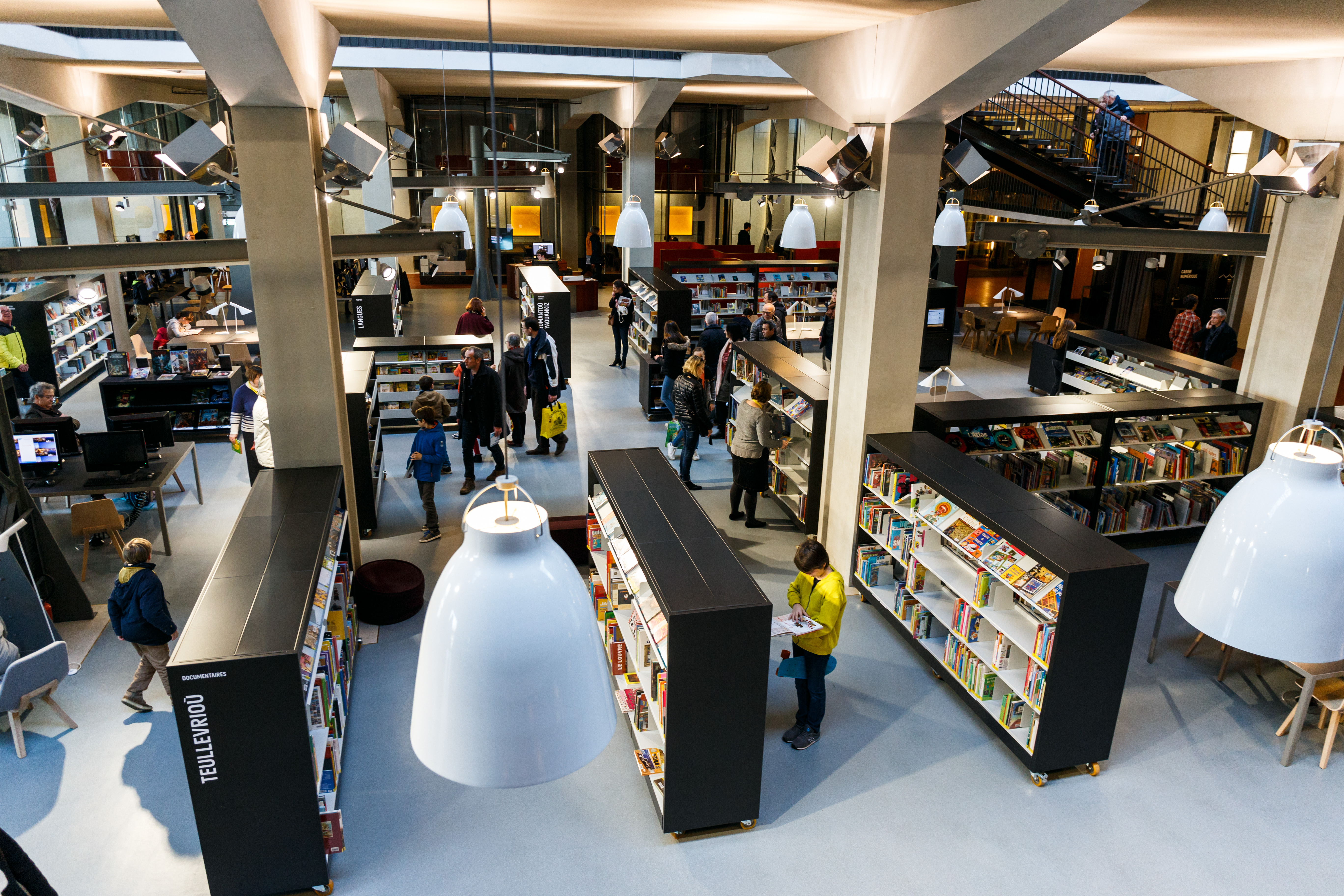
Rez-de-chaussée
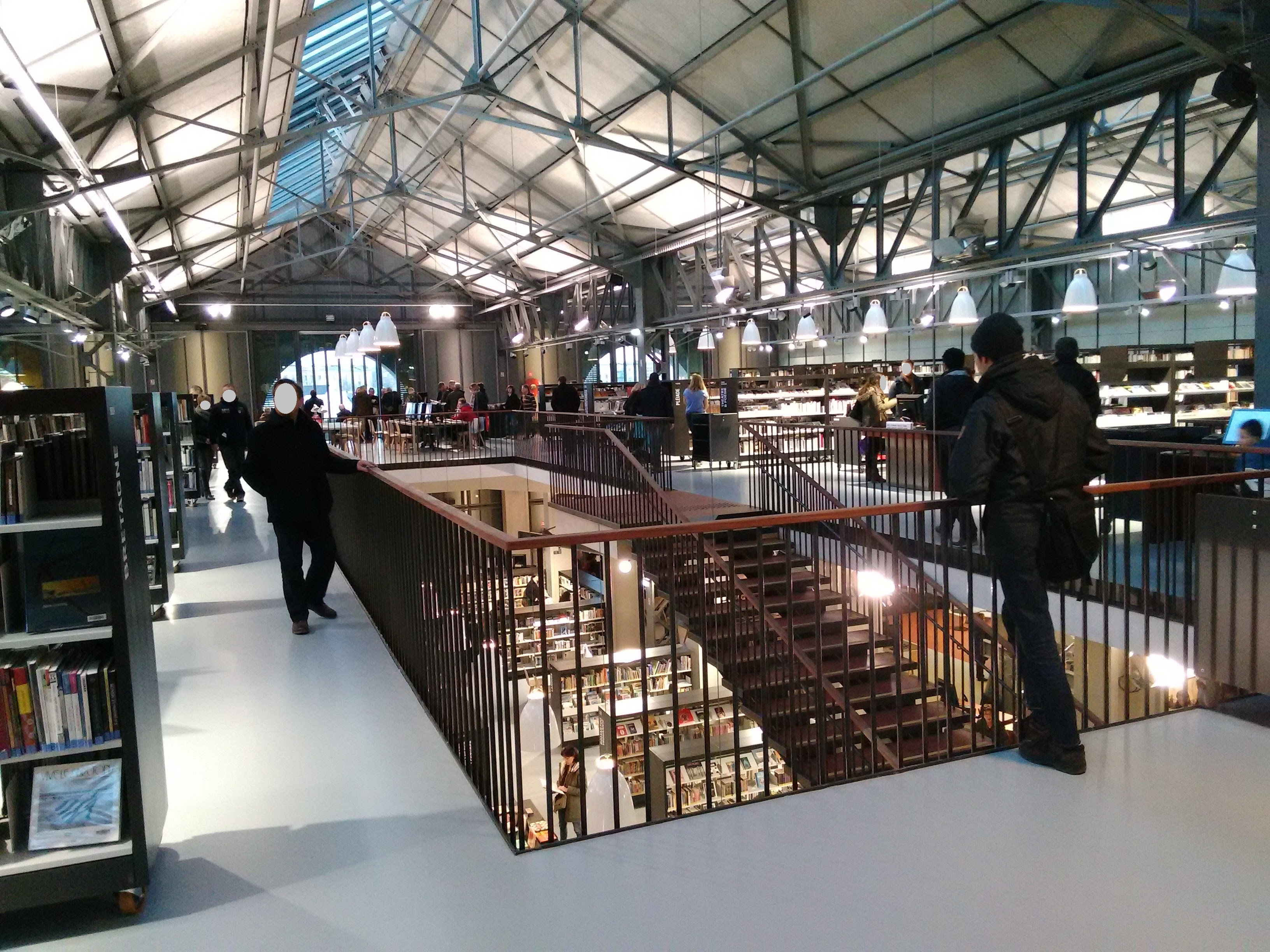
Deuxième étage

## Fonds
Six départements thématiques sont répartis sur les trois niveaux :
- Au rez-de-chaussée : l'accueil, les rayons « vie et citoyenneté », « numérique » et « jeunesse » ;
- Sur la mezzanine : les rayons « 6 tonnes » et « jeux vidéo » ;
- Au premier étage : les rayons « arts et littératures », « patrimoine, mer, Bretagne » et « jeux de société ».

Les documents ont été transférés de la bibliothèque d'étude de la rue Traverse et de la médiathèque Neptune, aujourd'hui fermées. Une somme de 460 000 € a été consacrée à la mise à jour des collections. La médiathèque contient 120 000 références en accès libre, dont : 12 000 romans, 5 000 bandes dessinées, 2 000 ouvrages sur la littérature, 4 000 documents sur les arts, 20 000 CD, 3 500 films. Elle conserve également 350 000 références en réserve. Dans le hall, un kiosque propose 400 titres de presse, sous forme papier ou en ligne. L'espace « Patrimoine » propose 10 000 livres publiés entre le XVe et le XIXe siècle, 200 manuscrits et documents, 3 000 volumes de journaux et revues.

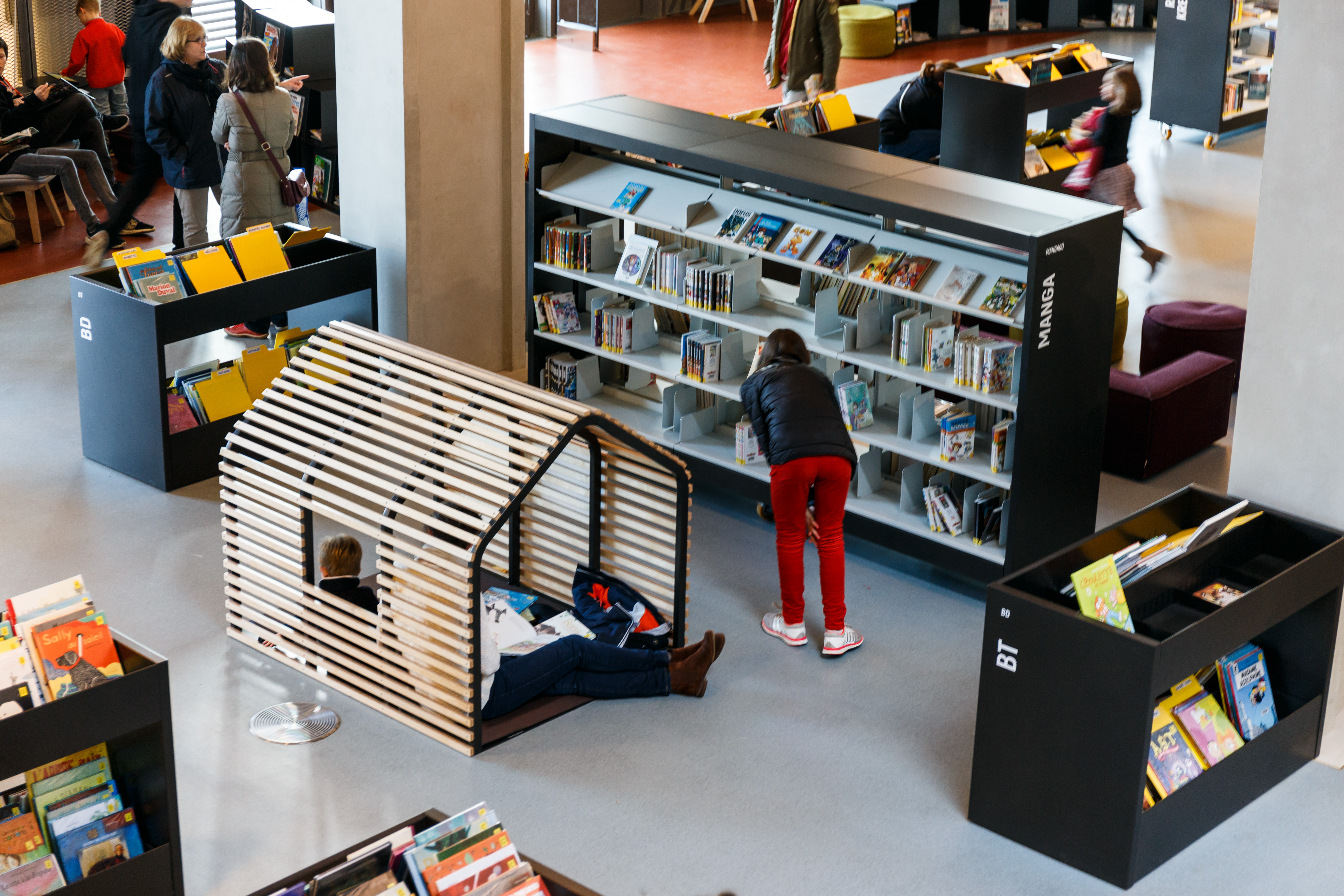
Manga, BD
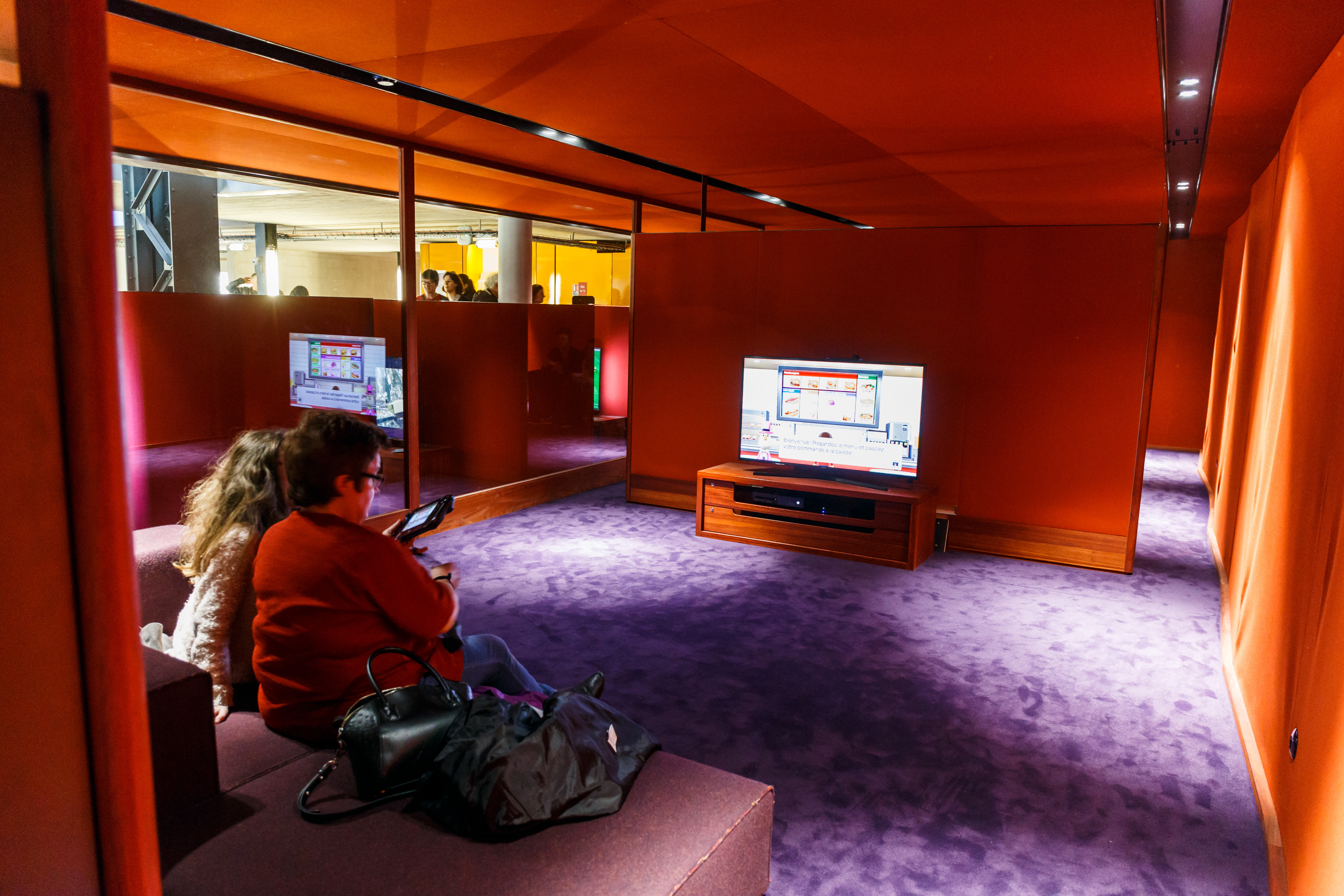
Télévision pour jeux vidéo
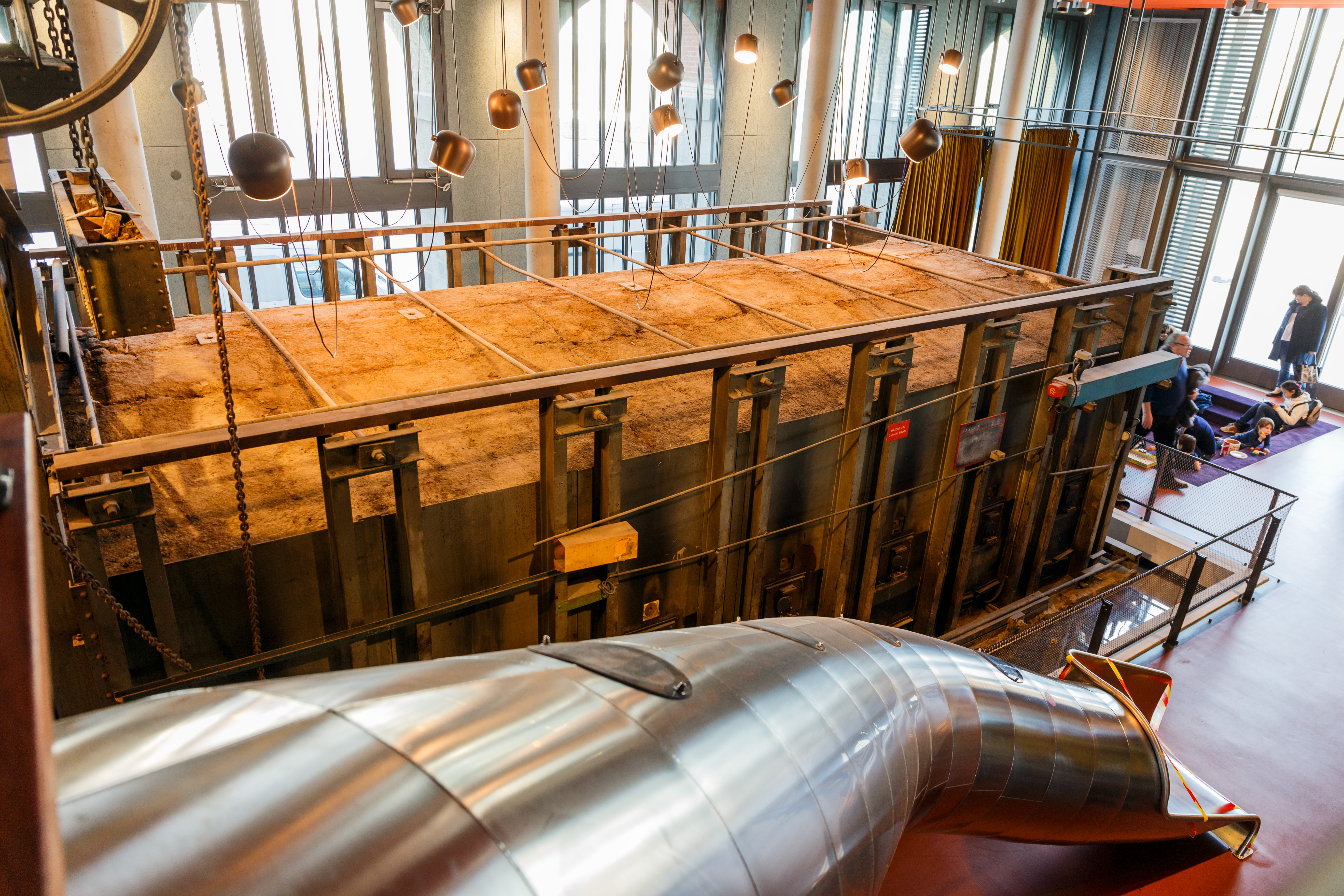
Toboggan
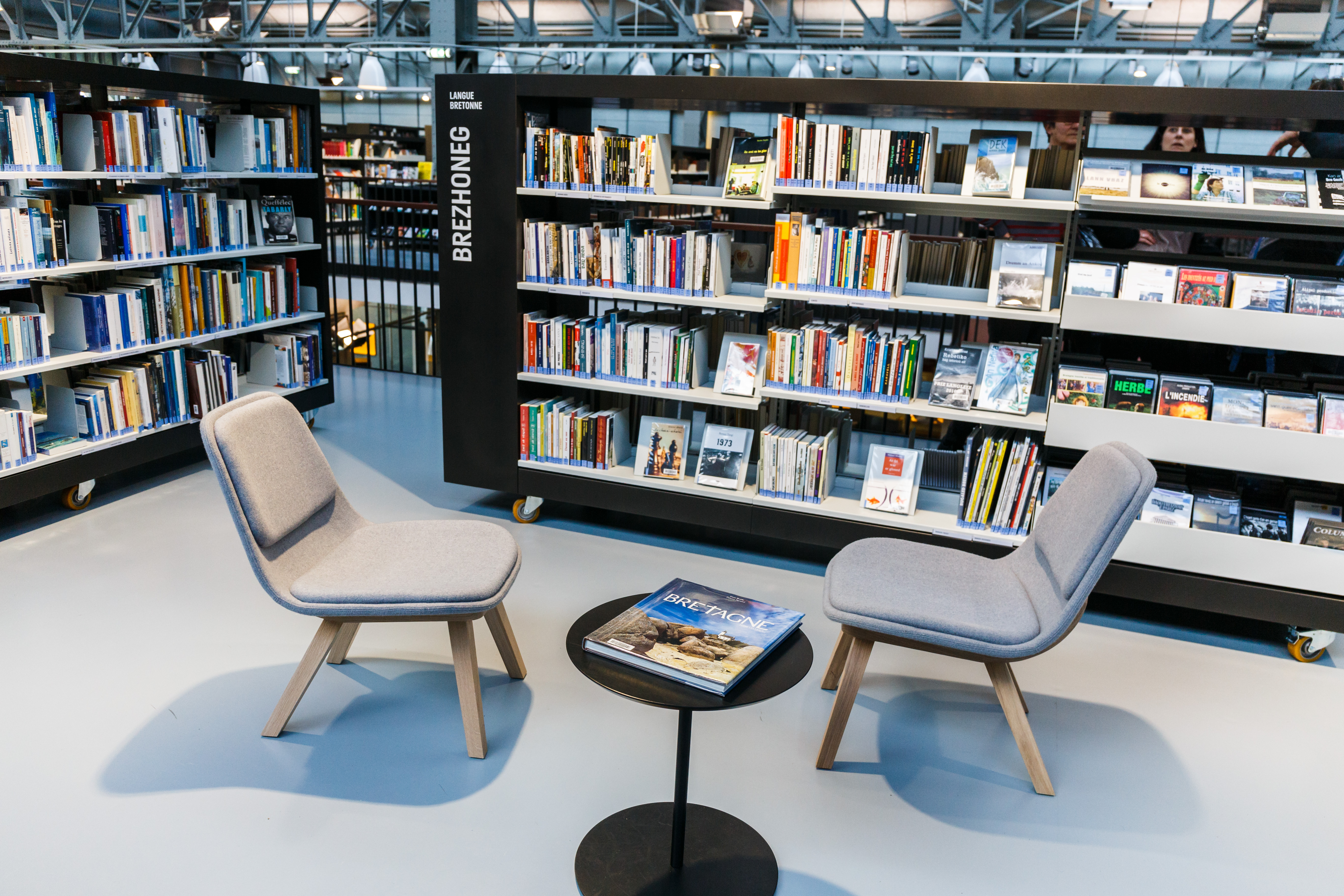
Ouvrages en langue bretonne
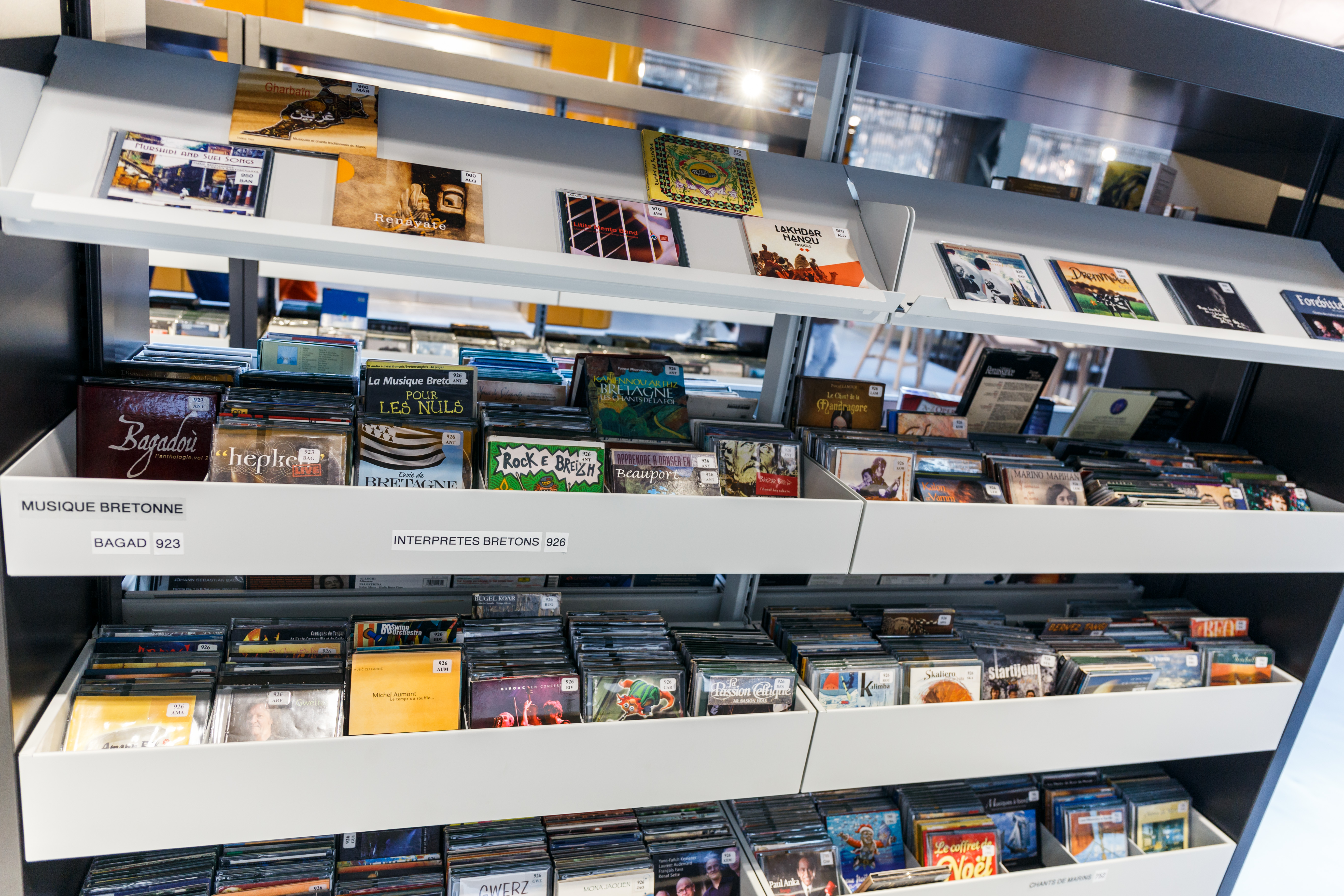
CD de musique bretonne

## Expositions
La médiathèque organise régulièrement des expositions dans une salle dédiée.
- La Recouvrance : 30 ans de navigation (2022)[6]
- Exposition « Dans les pas de Jim Sévellec »

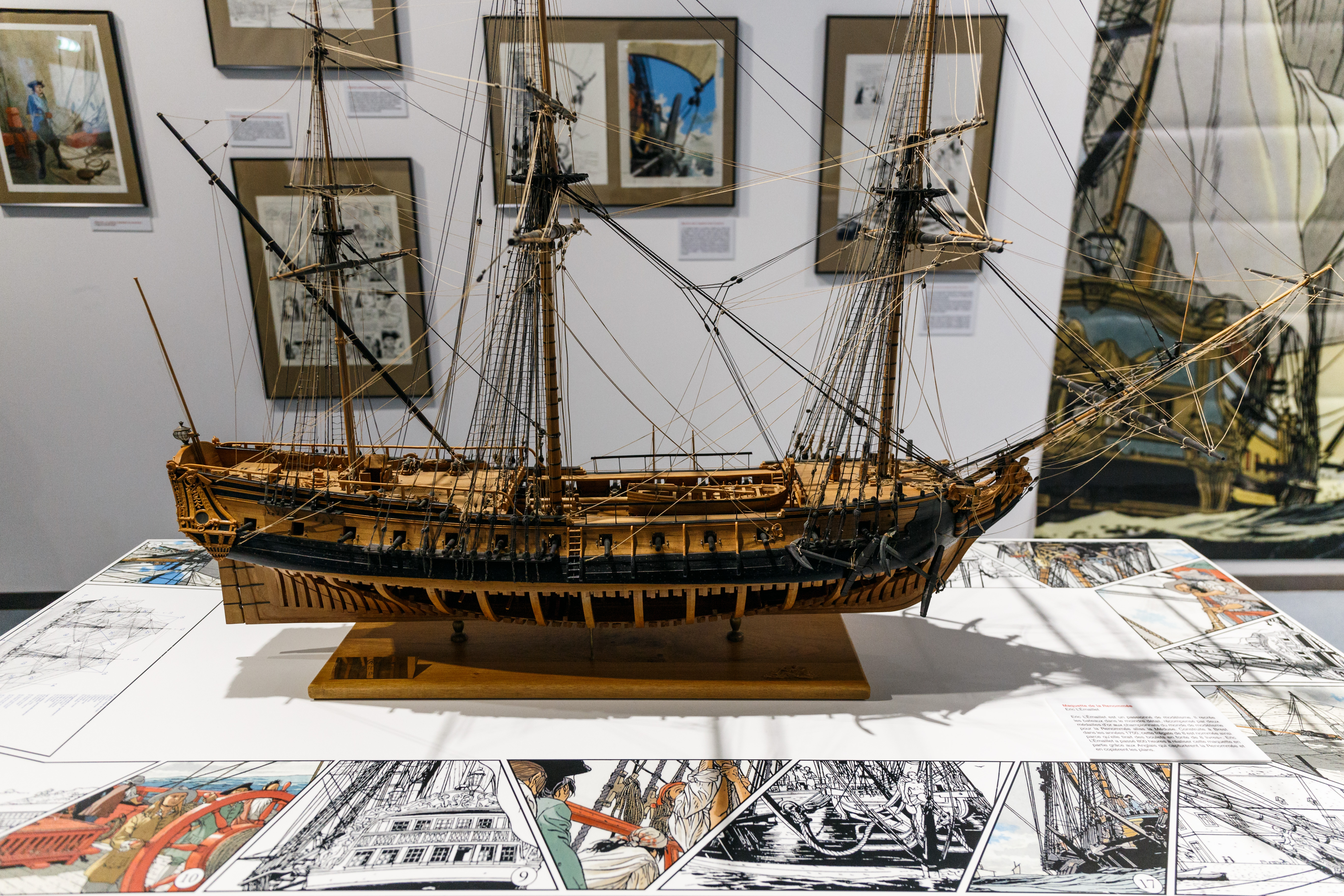
Exposition L’Épervier

### L'exposition AS Brestoise – Stade Brestois
AS Brestoise – Stade Brestois, un siècle de rivalité footballistique, est une exposition historique sur la rivalité de deux clubs de football à Brest. Montée en partenariat avec les Archives Municipales, elle se tient entre le 31 janvier et le 30 mars 2024.
Cette exposition revient sur le développement du football à Brest et particulièrement sur la rivalité entre l’Association sportive brestoise (ASB) et le stade Brestois tout au long du 20e siècle. Elle retrace les oppositions sportives et politiques, les derbys houleux et l’évolution des manières de jouer. La reconstitution d’une tribune et d’un bar brestois des années 70 permet de retrouver l’ambiance particulière de cette époque où le football s’est progressivement professionnalisé. Une borne audio permet d'écouter des archives radios de matchs. On peut aussi découvrir la panoplie des maillots de joueurs des différentes époques.

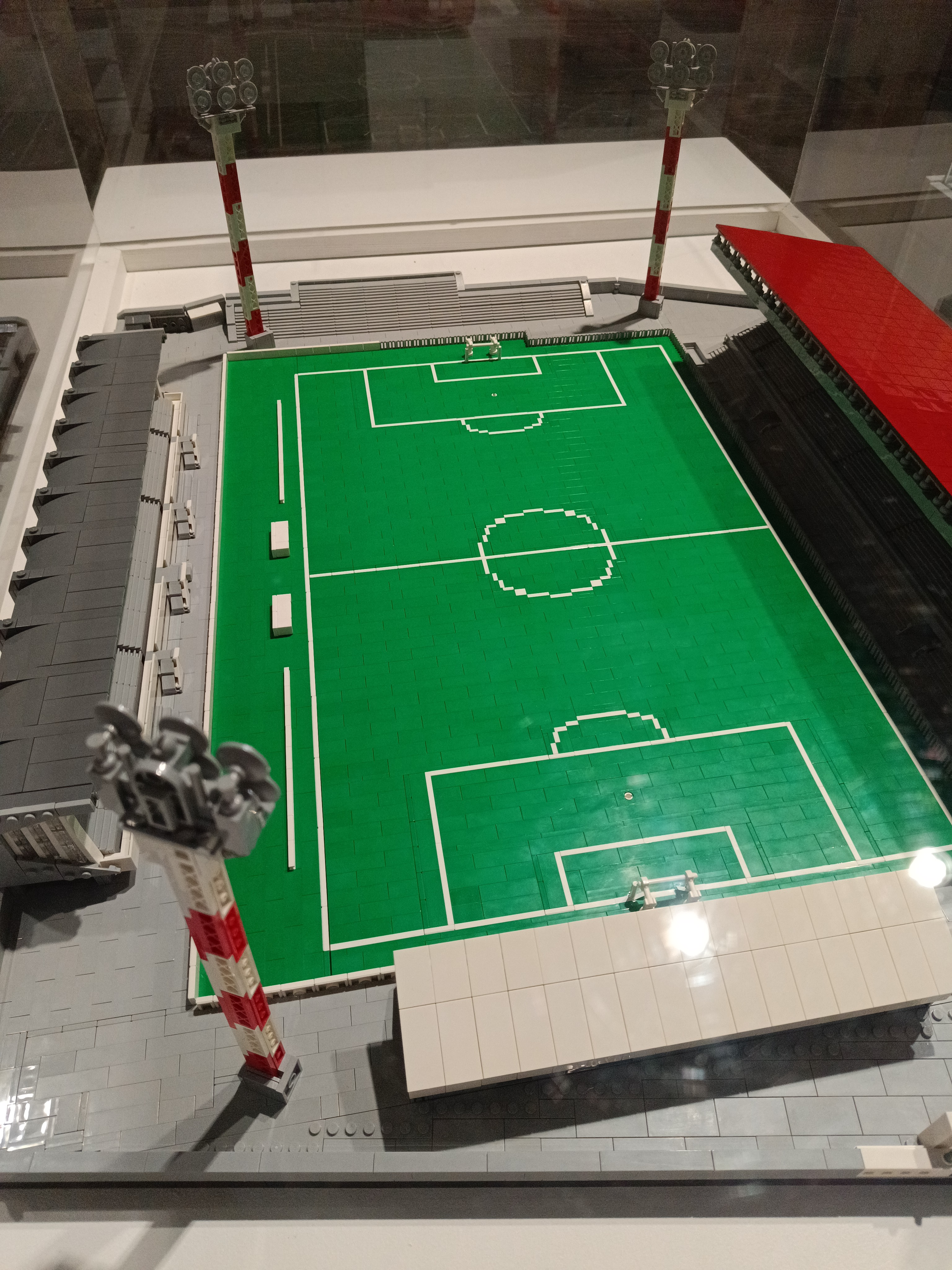
Stade en Légo.
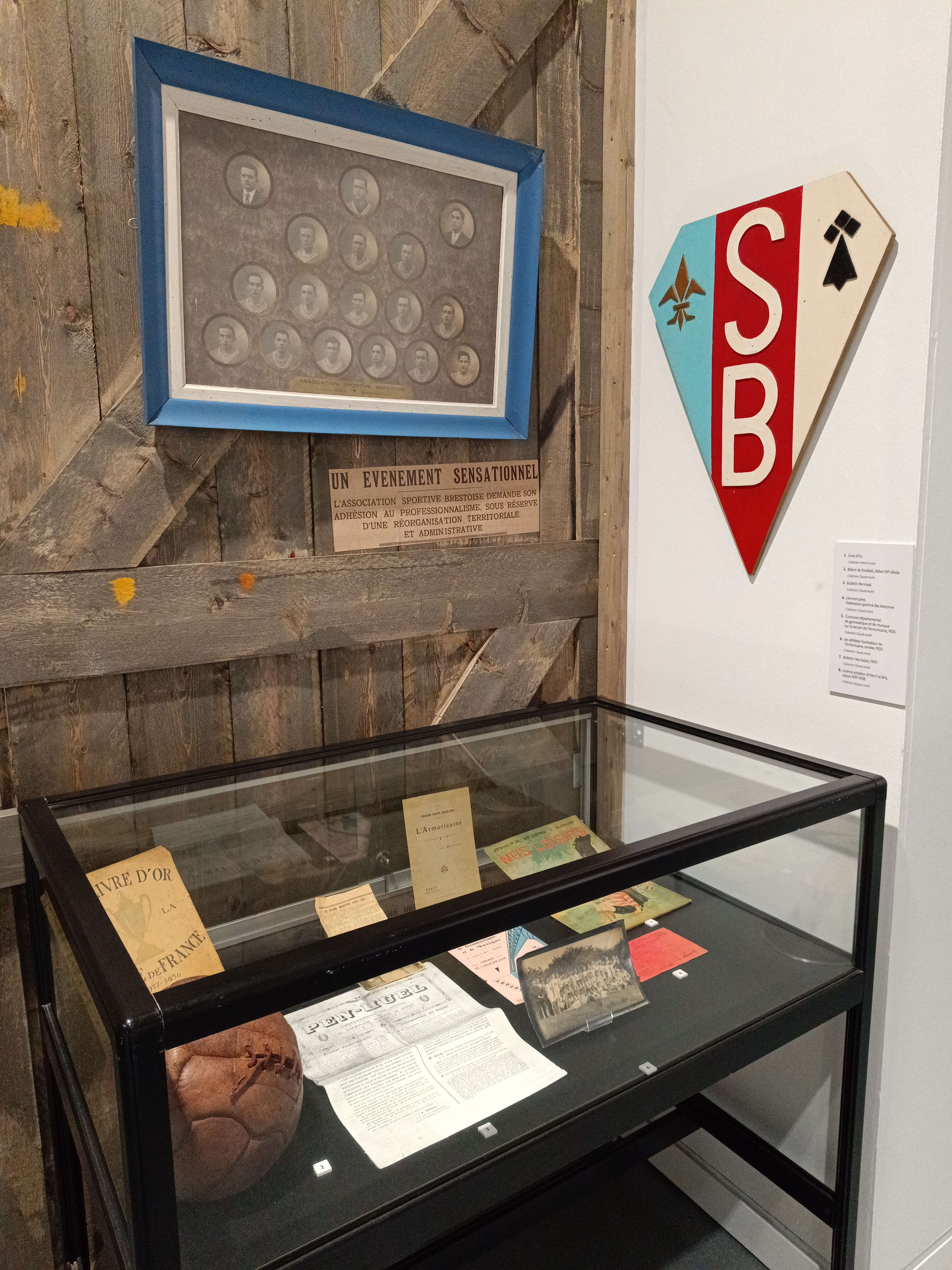
Vitrine et photographie.
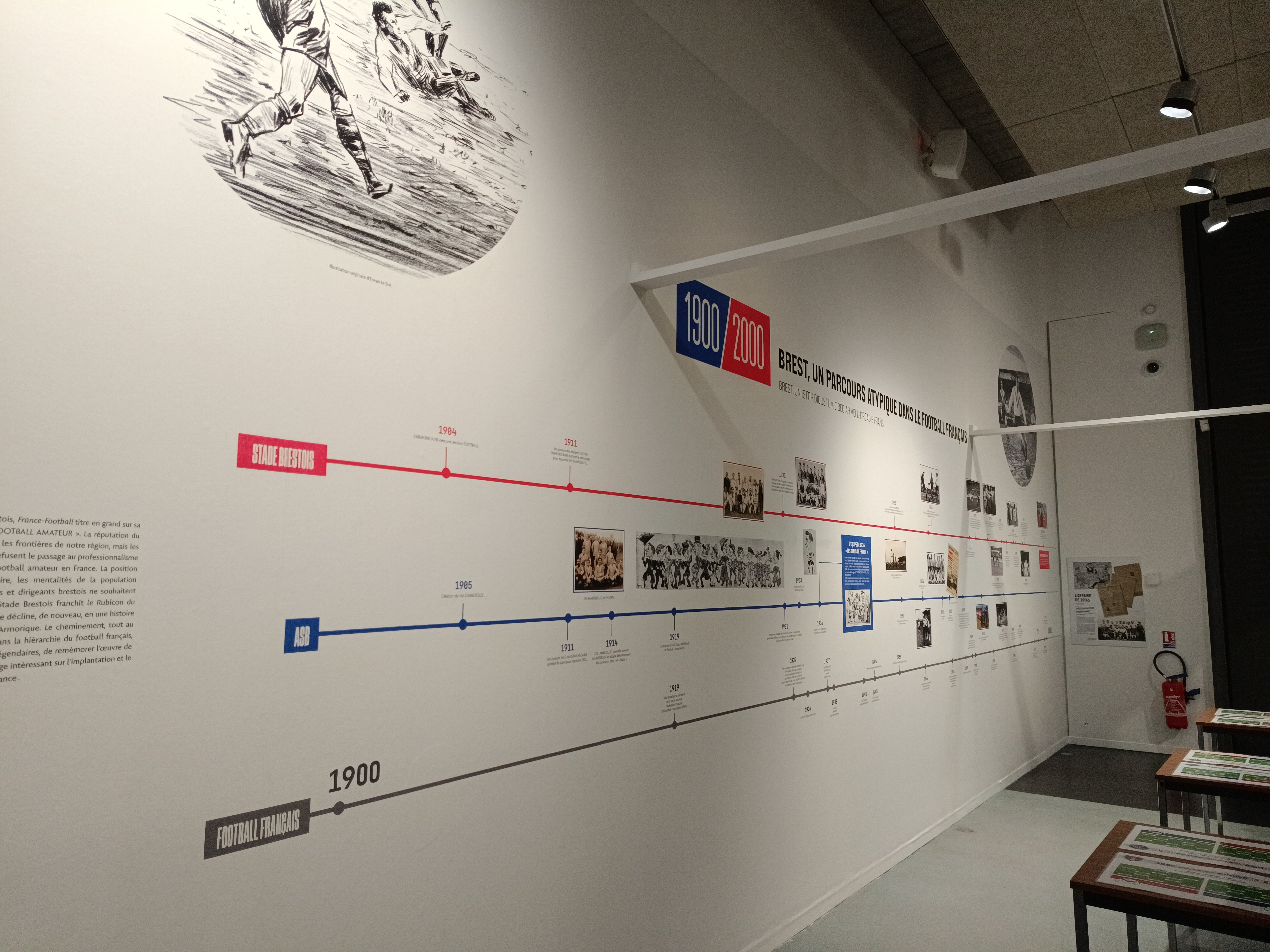
La frise chronologique.
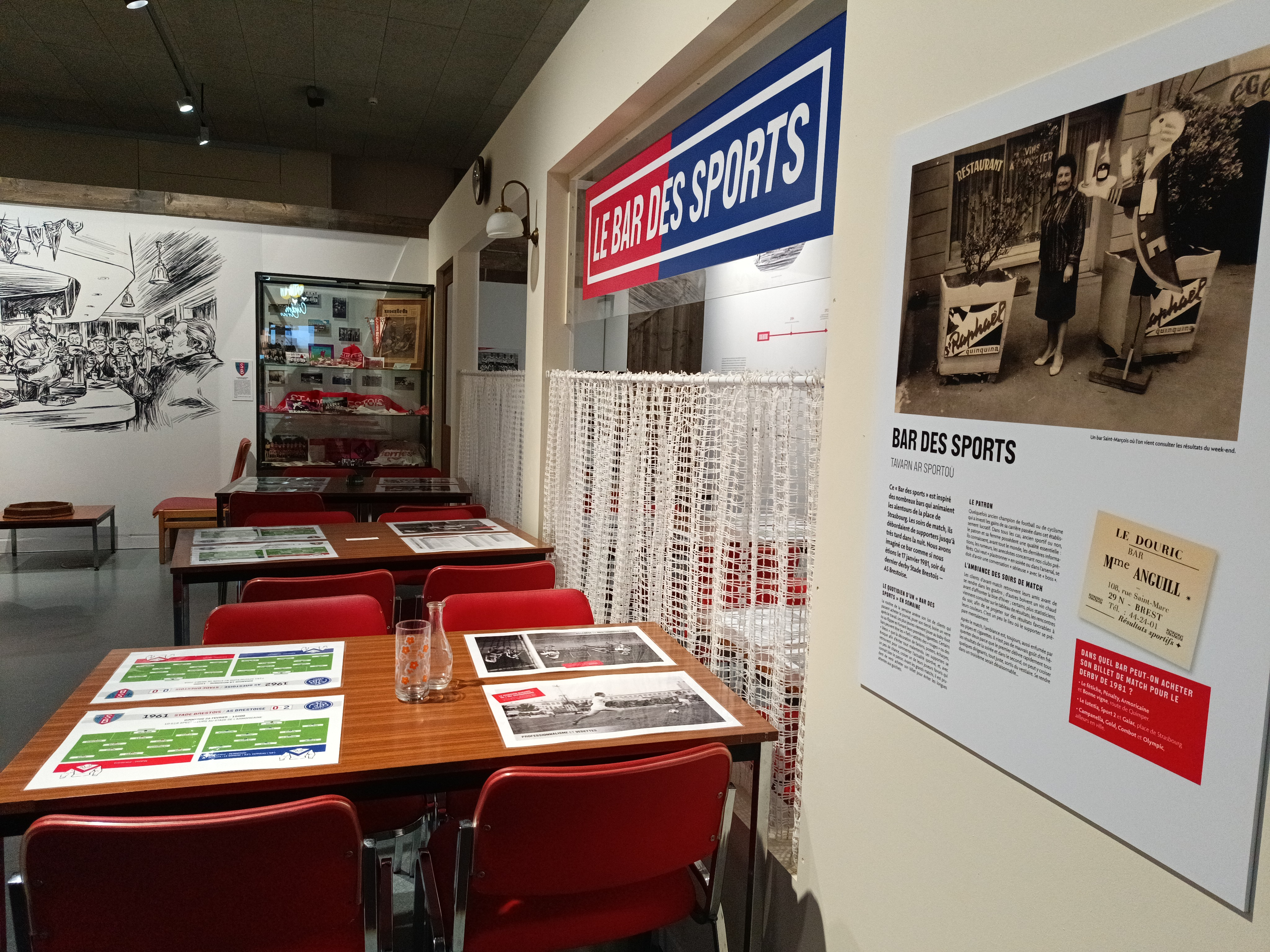
L'intérieur du bar.
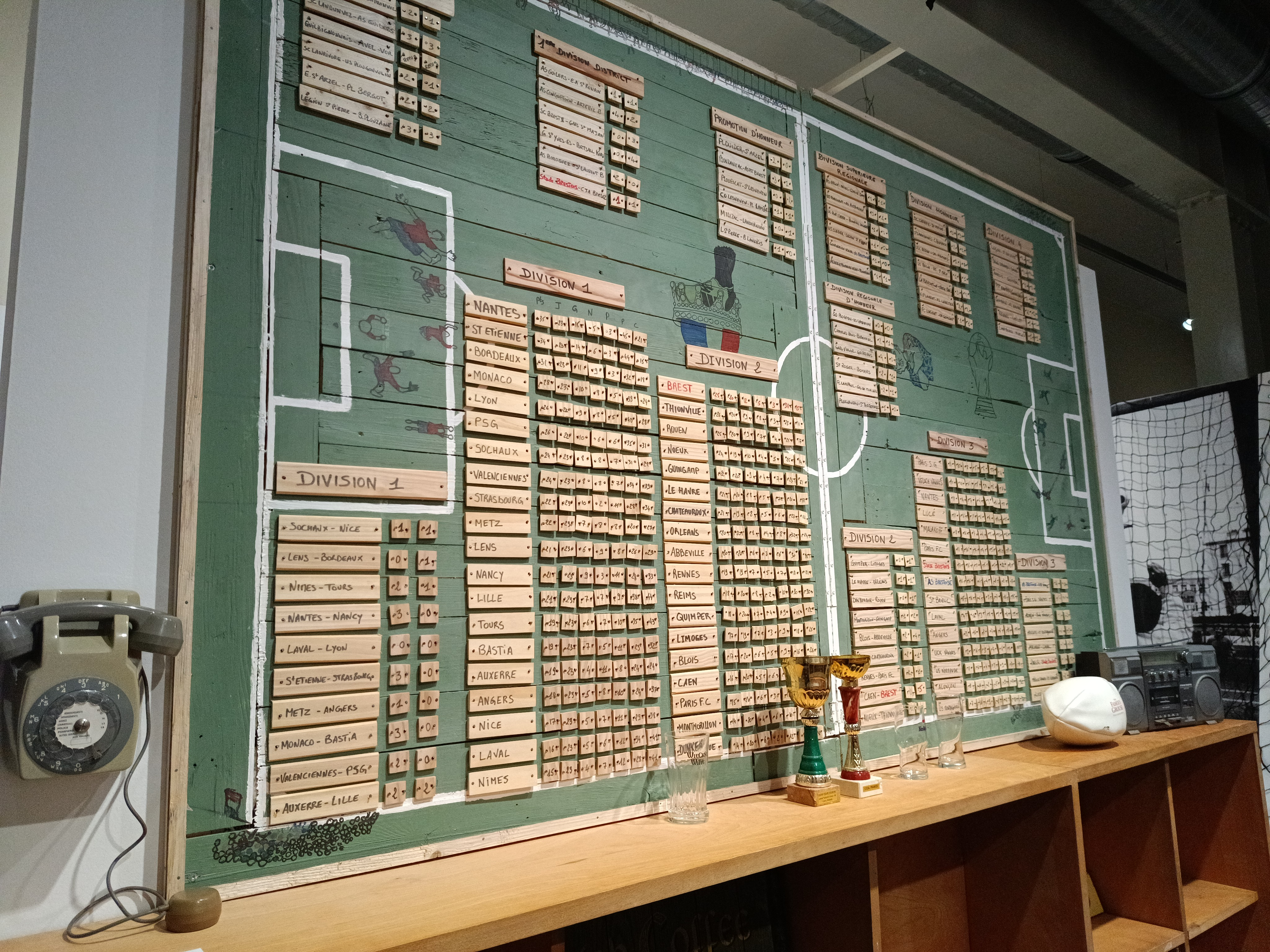
Le panneau des résultats.

Le parcours de l’exposition débute par une série de photos de jeunes des deux clubs, de 1919 à 2000.
Les commissaires de l'exposition sont Claude André, un professeur d'EPS passionné de l’histoire du sport à Brest et Chantal Rio, responsable des Archives de Brest. L'Exposition se prolonge, le 15 février, par une conférence de la Société d'Études de Brest et du Léon à la faculté des Lettres et Sciences humaines Victor Segalen. Des visites guidées sont proposées par les archives de Brest.